# Илоило
Илоило (на тагалог: Lungsod ng Iloilo) е град и административен център на провинция Илоило, Филипини. Населението му е 447 992 жители (2015 г.), с прираст от 1,8% годишно, а площта му е 78,34 кв. км. Намира се на 2 м н.в. Основан е през 1581 г. Средната дневна температура в града през годината е 27,59 градуса по Целзий. Международно летище Илоило е разположено на 19 км северозападно от града.

## Побратимени градове
- Билбао (Испания)
- Кесон Сити (Филипини)
- Стоктън (Калифорния, САЩ)
- Хонолулу (Хаваи, САЩ)
- Циндао (Китай)